# Saint-Romain-Lachalm
Saint-Romain-Lachalm är en kommun i departementet Haute-Loire i regionen Auvergne-Rhône-Alpes i centrala Frankrike. Kommunen ligger i kantonen Saint-Didier-en-Velay som tillhör arrondissementet Yssingeaux. År 2022 hade Saint-Romain-Lachalm 1 132 invånare.

## Befolkningsutveckling
Antalet invånare i kommunen Saint-Romain-Lachalm
| Referens: INSEE |